# واسپ-۱۲۱بی
واسپ-۱۲۱بی (انگلیسی: WASP-121b) WASP-121b، با نام رسمی Tylos,
یک سیاره فراخورشیدی است که به دور ستاره واسپ-۱۲۱ می‌چرخد. واسپ-۱۲۱بی اولین سیاره فراخورشیدی است که با یک استراتوسفر سیاره‌ای فراخورشیدی (لایه‌ای جوی که با افزایش ارتفاع در آن دما افزایش می‌یابد) و اولین سیاره‌ای است که حاوی آب است. واسپ-۱۲۱بی در صورت فلکی کشتی‌دم است، و حدود ۸۵۸ سال نوری از زمین فاصله دارد.

## نامگذاری
در اوت ۲۰۲۲، این سیاره و ستارهٔ میزبان آن ضمیمهٔ ۲۰ سامانه‌ای قرار گرفتند که توسط پروژهٔ سوم نامگذاری جهان فراخورشیدی‌ها (NameExoWorlds) نامگذاری شدند.اسامی تأیید شده، پیشنهاد شده توسط تیمی از بحرین، در ژوئن ۲۰۲۳ اعلام شد. به گفتهٔ این تیم نامگذاری واسپ-۱۲۱بی بر اساس نام یونانی باستان بحرین، Tylos بوده و ستارهٔ میزبان آن دیلمون، برگرفته از تمدن باستانی بوده است.

## ویژگی‌ها

واسپ-۱۲۱بی - نماهای شبیه‌سازی شده کامپیوتری از واسپ-۱۲۱بی - در (اوت ۲۰۱۸)

واسپ-۱۲۱بی یک سیارهٔ فراخورشیدی مشتری داغ با جرمی حدود ۱٫۱۶ برابر مشتری و شعاعی حدود ۱٫۷۵ برابر مشتری است. این سیاره فراخورشیدی هر ۱٫۲۷ روز یکبار به دور ستاره میزبان خود، WASP-121، می‌چرخد.